# 오사카시
오사카시(일본어: 大阪市, 문화어: 오사까시, 한국 한자음: 대판시)는 일본 오사카부에 있는 도시로, 오사카부의 부청 소재지이다. 혼슈 긴키 지방의 요도강 하구 오사카만에 위치해 있으며, 일본에서 도쿄 다음으로 규모가 크다.
4세기에 나니와궁이 지어진 이후 약 1600년 이상의 역사를 가지고 있으며 현재는 상업과 외국인 관광 등이 활발하게 이뤄지고 있다. 주간 인구는 도쿄 23구 다음으로 일본에서 2위, 야간 인구는 요코하마시 다음으로 3위이다. 수도 도쿄가 속한 간토 지방을 뺀 나머지 지방에서는 가장 인구가 많은 도시이며, 이러한 이유로 1956년에 일본에서 처음으로 정령지정도시로 지정되었다. 또 재일 한국인들이 많이 모여 사는 곳이기도 하다.

## 역사

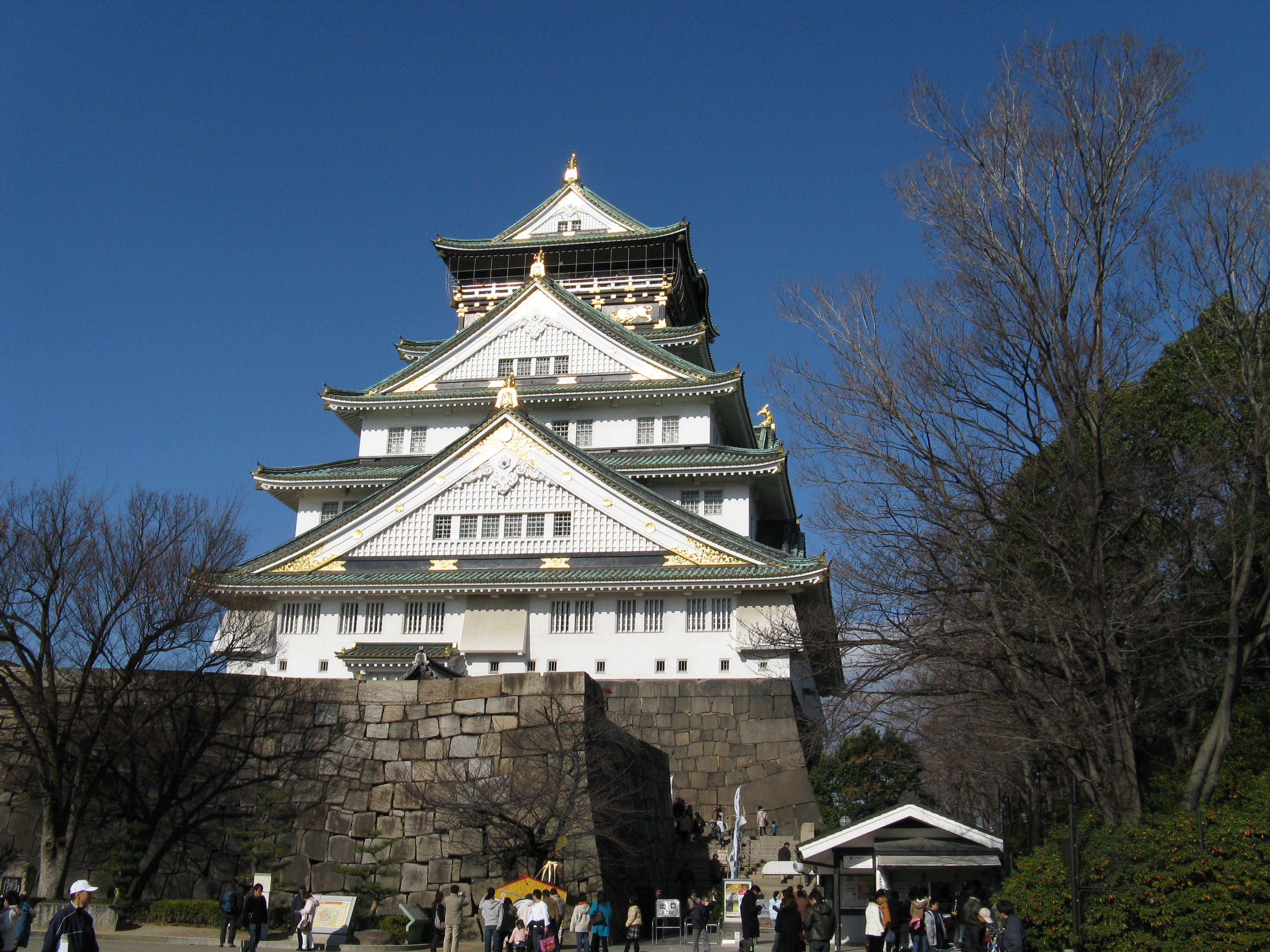
오사카성

조몬 시대의 해침으로 오사카만이 생성되고, 남부에서 돌출된 우에마치 대지를 사취로 하는 반도가 만들어졌으며, 동부는 하내만이 되었다. 이를 통해 오늘날의 우에마치 지역은 동쪽의 내륙해와 반도로 이루어졌을 것으로 생각된다. 조몬 시대 중기에는 이미 사람이 집단 거주하며 어로·채집 등의 생활을 영위하고 있었는데, 이는 기원전 5~6세기의 모리노미야 유적에서 발견된 조개 더미와 굴, 유골을 통해 알려졌다. 
야요이 시대가 되면 반도는 사주가 되어 하내만은 담수화되고 마침내 하내호가 되었다. 하내호 주변은 자연환경의 혜택을 입어 벼농사 등 농경의 발전으로 평야에 영구적이며 대규모인 집단 거주지가 출현하고, 해운이나 대륙과의 교역 거점이 되었다. 오사카만의 끝자락에 있는 요도가와 및 야마토가와의 하구에 돌출된 우에마치 대지가 오사카라는 마을의 원점이다. 고훈 시대에 오사카는 서일본 지방을 연결하는 중심 항구로 개발되었다. 오사카평야에서 발견되는 무덤들의 수가 증가하고 크기가 커지는 것은 정치력이 집중되었다는 증거이며 국가가 형성되기에 이르렀다. 5세기에는 난바 고즈궁이 세워졌다. 
5, 6세기에 대륙 문물이 전래되고 귀화인들이 들어와 정착하였다. 645년에 고토쿠 천황은 오사카에 나니와노 나가라노 도요사키노미야를 지었고 이 지역에 수도 나니와쿄를 만들었다. 이후 이 지역은 나니와로 불리는 현대적인 도시가 되었다. 이 이름은 나니와구라는 이름으로 여전히 사용되고 있다. 비록 수도는 655년에 아스카로 이전했지만 나니와는 야마토(일본)와 한국, 중국을 연결하는 수륙 교통의 중요한 거점으로 남았다. 744년에 나니와는 쇼무의 부탁으로 다시 수도로 결정되었으나, 나니와 수도 재이전 작업은 745년에 중단되었고 황궁은 헤이조쿄(현재의 나라시)로 돌아갔다. 항구 기능은 나라 시대가 끝날 즈음에 이웃한 지역으로 옮겨갔지만 여전히 헤이안쿄와 다른 지역을 연결하는 활기찬 수륙 교통의 중심지로 남았다. 
무로마치 시대인 1496년에 정토진종의 본거지로서 이시야마 혼간지가 옛 나니와 황궁 부지에 설립되었다. 1570년에는 오다 노부나가의 공격이 시작되었다. 10년 후에 수도승들은 항복하였고 절은 파괴되었다. 1593년에 도요토미 히데요시가 오사카성을 이시야마 혼간지 부지에 축조하였다. 1614년부터 1615년에 걸쳐 도쿠가와 이에야스가 오사카성을 공격하여 함락시킨 후 오사카는 1619년에 에도 막부의 직할령이 되었다. 그리고 요도강의 치수를 위해 구 요다강(아지강)을 개통하여 베네치아처럼 시내 각지에 물이 흐르는 도시가 되었다. 오랜 세월 동안 오사카는 일본의 경제 중심지로 기능해 인구의 상당수가 상인 계층에 속했다. 
에도 시대를 거치면서 오사카는 일본의 주요 도시 중 하나로 성장하였고 활기차고 중요한 항구의 옛 기능을 회복하였다. 대중 문화는 에도의 삶을 묘사한 우키요에와 밀접한 관련이 있다. 오사카의 도시 문화는 교토나 에도의 도시 문화와 평행하게 발전하였으며 마찬가지로 분라쿠와 가부키가 성행했다. 1837년에 하급 무사 오시오 헤이하치로는 도시가 빈곤층들을 지원하는 데 무관심한 것에 대응하여 농민 폭동을 이끌었다. 쇼군의 관리들이 진압하기 전에 도시의 대략 4분의 1이 파괴되었고 이후 오시오는 자결하였다. 막부에 의해 오사카는 효고(오늘날의 고베시)와 함께 보신 전쟁과 메이지 유신이 시작되기 바로 직전인 1868년 1월 1일에 외국과의 교역을 개방하였다. 현대적인 지자체는 1889년에 설립되었고 처음의 면적은 15km2로 오늘날의 니시구, 주오구를 포함하고 있었다. 이후 도시는 세 번에 걸쳐 확장되어 현재의 크기인 222km2에 이르게 되었다.

## 지리
오사카시는 서쪽으로 오사카만을 향해 열려 있다. 다른 면은 오사카부에 속하는 10개 이상의 도시와 효고현 아마가사키시에 의해 완전히 둘러싸여 있다. 도시는 오사카부의 다른 시정촌에 비해 약 13% 정도 더 큰 면적을 가지고 있다. 도시가 1889년에 설립되었을 때는 오늘날의 니시구와 주오구에 해당하는 15.27km2만을 차지하고 있었으나 몇 번의 시역 확장을 거쳐 222.30km2로 커졌다. 1925년의 가장 큰 확장 때 126.01km2가 확장되었다. 오사카시에서 가장 높은 지점은 쓰루미구의 37.5m이고 가장 낮은 지점은 니시요도가와구의 -2.2m이다.

### 지역 특징

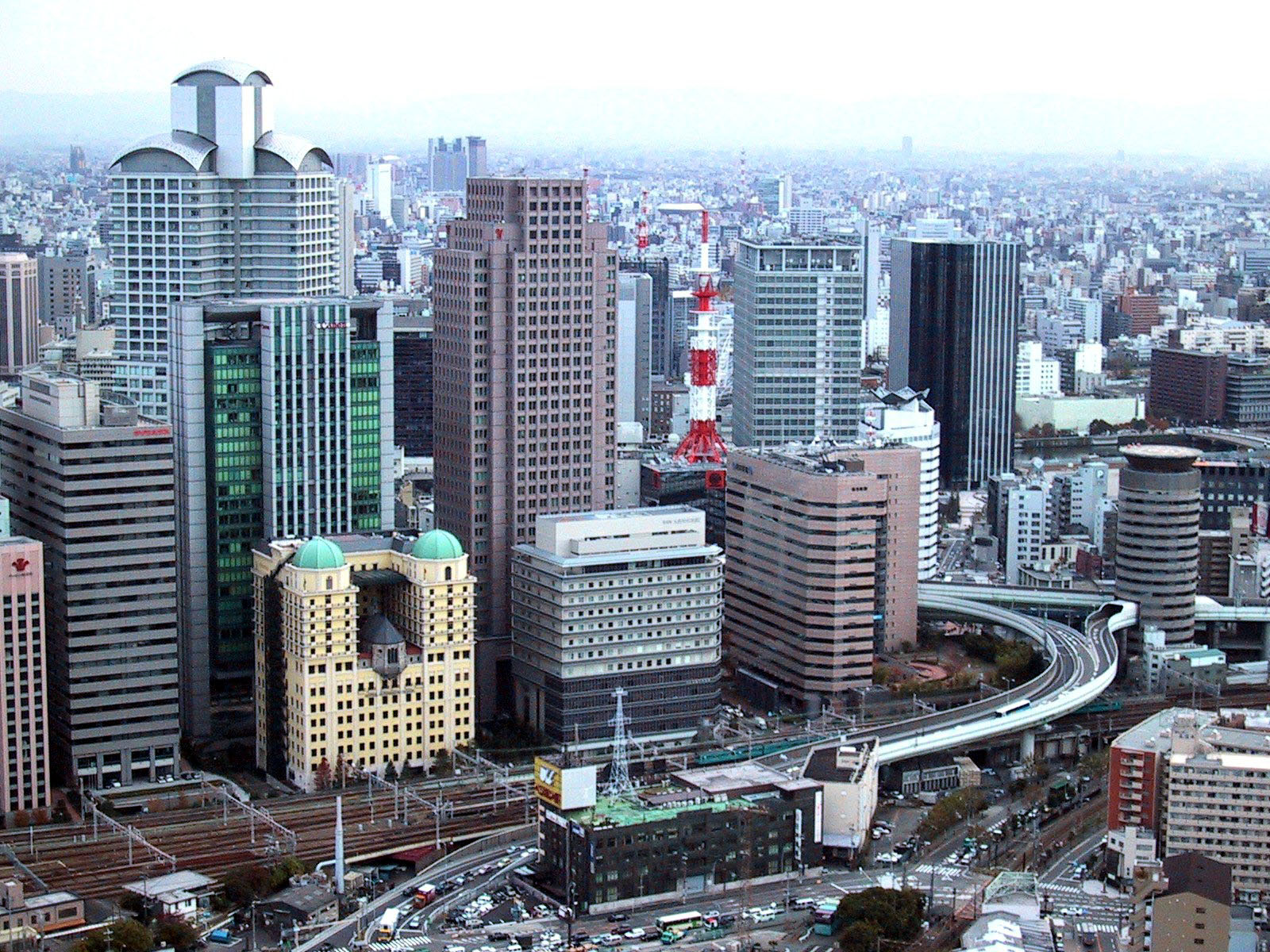
오사카시 중심부

중앙 오사카는 대략적으로 주요 도로인 미도스지가 끝나는 곳을 기준으로 기타(北)와 미나미(南) 두 개의 지역으로 나뉜다. 기타는 오사카의 신흥 중심부로, 기타구를 포함한다. 대략 우메다의 업무 및 상업 지구를 둘러싼 지역이다. 백화점, 극장, 부티크 등이 JR 오사카역과 우메다역 주변에 무리지어 있다. 미나미는 난바, 신사이바시, 도톤보리 등 쇼핑가가 있는 곳이다. 대게로 유명한 도톤보리와 그 주변의 유흥가, 트라이앵글 공원, 아메리카촌이 미나미에 있다. 기타와 미나미 사이의 요도바야시와 혼마치는 법원과 주요 은행의 본사가 있는 전통적인 업무 지구이다. 오사카 비즈니스 파크의 새로운 업무 지구는 오사카성 주변에 있다. 업무 지구는 또한 덴노지역과 교바시역과 같은 제2의 철도 터미널 주변으로도 형성되어 있다.
"나니와의 808다리"는 이곳에 대한 경이로움을 표현하는 일본의 옛 표현이다. "808"은 이곳의 셀 수 없이 많은 다리를 상징하는 표현이다. 오사카에는 수많은 강과 수로들이 가로지르기 때문에 구체적인 이름을 가진 많은 다리들이 세워졌고 다리 주변 지역은 종종 다리의 이름으로도 불린다. 나가호리 수로와 같은 일부 수로는 매립된 반면에 어떤 것들은 아직 남아 있다.

### 기후
오사카시는 온난 습윤 기후(쾨펜의 기후 구분 Cfa)로 연평균 기온은 17.1°C, 연평균 강수량은 1338.3mm이다. 여름은 매우 덥고 습하며 겨울은 상대적으로 온난하다.
| 오사카시의 기후                                              | 오사카시의 기후 | 오사카시의 기후 | 오사카시의 기후 | 오사카시의 기후 | 오사카시의 기후 | 오사카시의 기후 | 오사카시의 기후 | 오사카시의 기후 | 오사카시의 기후 | 오사카시의 기후 | 오사카시의 기후 | 오사카시의 기후 | 오사카시의 기후 |
| 월                                                           | 1월             | 2월             | 3월             | 4월             | 5월             | 6월             | 7월             | 8월             | 9월             | 10월            | 11월            | 12월            | 연간            |
| ------------------------------------------------------------ | --------------- | --------------- | --------------- | --------------- | --------------- | --------------- | --------------- | --------------- | --------------- | --------------- | --------------- | --------------- | --------------- |
| 역대 최고 기온 °C (°F)                                       | 19.1 (66.4)     | 23.7 (74.7)     | 25.2 (77.4)     | 30.7 (87.3)     | 32.7 (90.9)     | 36.1 (97.0)     | 38.4 (101.1)    | 39.1 (102.4)    | 36.2 (97.2)     | 33.1 (91.6)     | 27.2 (81.0)     | 24.5 (76.1)     | 39.1 (102.4)    |
| 일평균 최고 기온 °C (°F)                                     | 9.7 (49.5)      | 10.5 (50.9)     | 14.2 (57.6)     | 19.9 (67.8)     | 24.9 (76.8)     | 28.0 (82.4)     | 31.8 (89.2)     | 33.7 (92.7)     | 29.5 (85.1)     | 23.7 (74.7)     | 17.8 (64.0)     | 12.3 (54.1)     | 21.3 (70.3)     |
| 일일 평균 기온 °C (°F)                                       | 6.2 (43.2)      | 6.6 (43.9)      | 9.9 (49.8)      | 15.2 (59.4)     | 20.1 (68.2)     | 23.6 (74.5)     | 27.7 (81.9)     | 29.0 (84.2)     | 25.2 (77.4)     | 19.5 (67.1)     | 13.8 (56.8)     | 8.7 (47.7)      | 17.1 (62.8)     |
| 일평균 최저 기온 °C (°F)                                     | 3.0 (37.4)      | 3.2 (37.8)      | 6.0 (42.8)      | 10.9 (51.6)     | 16.0 (60.8)     | 20.3 (68.5)     | 24.6 (76.3)     | 25.8 (78.4)     | 21.9 (71.4)     | 16.0 (60.8)     | 10.2 (50.4)     | 5.3 (41.5)      | 13.6 (56.5)     |
| 역대 최저 기온 °C (°F)                                       | −7.5 (18.5)     | −6.5 (20.3)     | −5.2 (22.6)     | −2.6 (27.3)     | 3.5 (38.3)      | 8.9 (48.0)      | 14.8 (58.6)     | 13.6 (56.5)     | 10.4 (50.7)     | 3.0 (37.4)      | −2.2 (28.0)     | −4.5 (23.9)     | −7.5 (18.5)     |
| 평균 강수량 mm (인치)                                        | 47.0 (1.85)     | 60.5 (2.38)     | 103.1 (4.06)    | 101.9 (4.01)    | 136.5 (5.37)    | 185.1 (7.29)    | 174.4 (6.87)    | 113.0 (4.45)    | 152.8 (6.02)    | 136.0 (5.35)    | 72.5 (2.85)     | 55.5 (2.19)     | 1,338.3 (52.69) |
| 평균 강설량 cm (인치)                                        | 0 (0)           | 1 (0.4)         | 0 (0)           | 0 (0)           | 0 (0)           | 0 (0)           | 0 (0)           | 0 (0)           | 0 (0)           | 0 (0)           | 0 (0)           | 0 (0)           | 1 (0.4)         |
| 평균 강수일수 (≥ 0.5 mm)                                     | 6.4             | 7.3             | 10.3            | 10.0            | 10.4            | 12.3            | 11.3            | 7.8             | 10.6            | 9.2             | 7.0             | 7.1             | 109.7           |
| 평균 상대 습도 (%)                                           | 61              | 60              | 59              | 58              | 61              | 68              | 70              | 66              | 67              | 65              | 64              | 62              | 63              |
| 평균 월간 일조시간                                           | 146.5           | 140.6           | 172.2           | 192.6           | 203.7           | 154.3           | 184.0           | 222.4           | 161.6           | 166.1           | 152.6           | 152.1           | 2,048.6         |
| 출처: 일본 기상청 (평년값: 1991년~2020년, 극값: 1883년~현재) |                 |                 |                 |                 |                 |                 |                 |                 |                 |                 |                 |                 |                 |

## 행정 구역

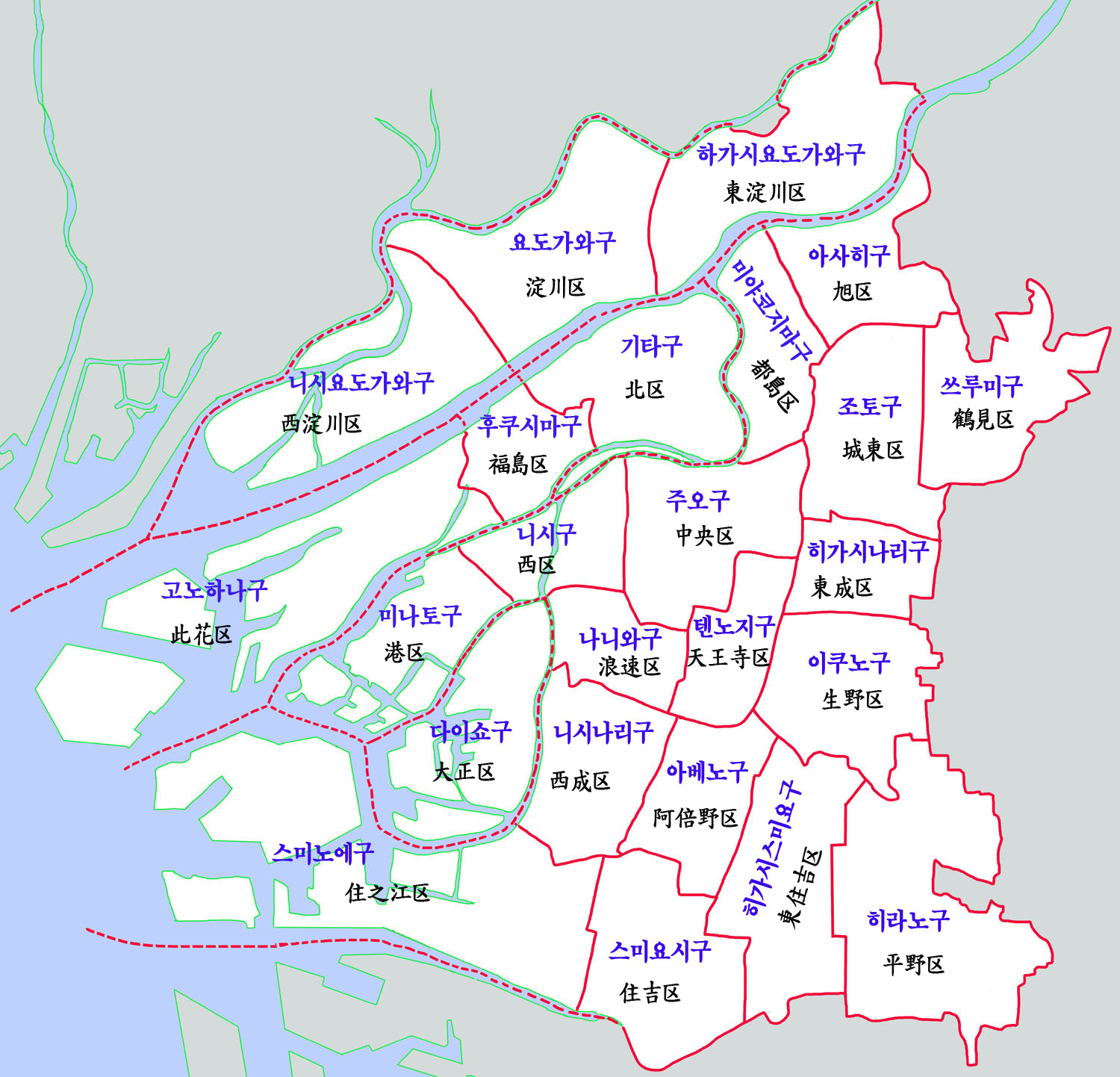
오사카시의 구

오사카시에는 24개의 구가 있다.
| - 고노하나구(此花區) - 기타구(北區) - 나니와구(浪速區) - 니시구(西區) - 니시나리구(西成區) - 니시요도가와구(西淀川區) - 다이쇼구(大正區) - 덴노지구(天王寺區) - 미나토구(港區) - 미야코지마구(都島區) - 스미노에구(住之江區) - 스미요시구(住吉區) | - 쓰루미구(鶴見區) - 아베노구(阿倍野區) - 아사히구(旭區) - 요도가와구(淀川區) - 이쿠노구(生野區) - 조토구(城東區) - 주오구(中央區) - 후쿠시마구(福島區) - 히가시나리구(東成區) - 히가시스미요시구(東住吉區) - 히가시요도가와구(東淀川區) - 히라노구(平野區) |

## 인구
2005년의 인구 조사에 따르면 오사카시의 인구는 2,628,811명으로 2000년에 비해 30,037명, 1.2% 증가하였다. 1,280,325세대가 있고 세대당 구성원 수는 2.1명이었다. 인구밀도는 km2당 11,836명이었다. 간토 대지진으로 1920년부터 1930년 사이에 많은 이주민들이 들어와 1930년에 오사카시의 인구는 2,453,573명으로 2,070,913명의 도쿄를 제치고 일본에서 가장 큰 도시가 되었다. 인구는 1940년에 3,252,340명으로 절정에 달했고 전쟁 후에는 1965년에 3,156,222명을 찍었으나 이후 주민들이 교외로 빠져나가면서 인구가 계속 감소하였다.
외국인은 99,755명이 거주하고 가장 큰 집단은 한국인(71,015명)과 중국인(11,848명)이다. 이쿠노구의 쓰루바시 지구는 일본에서 가장 큰 한국인 거주지 중 하나로 재일 한국인 27,466명이 등록되어 있다.

## 경제

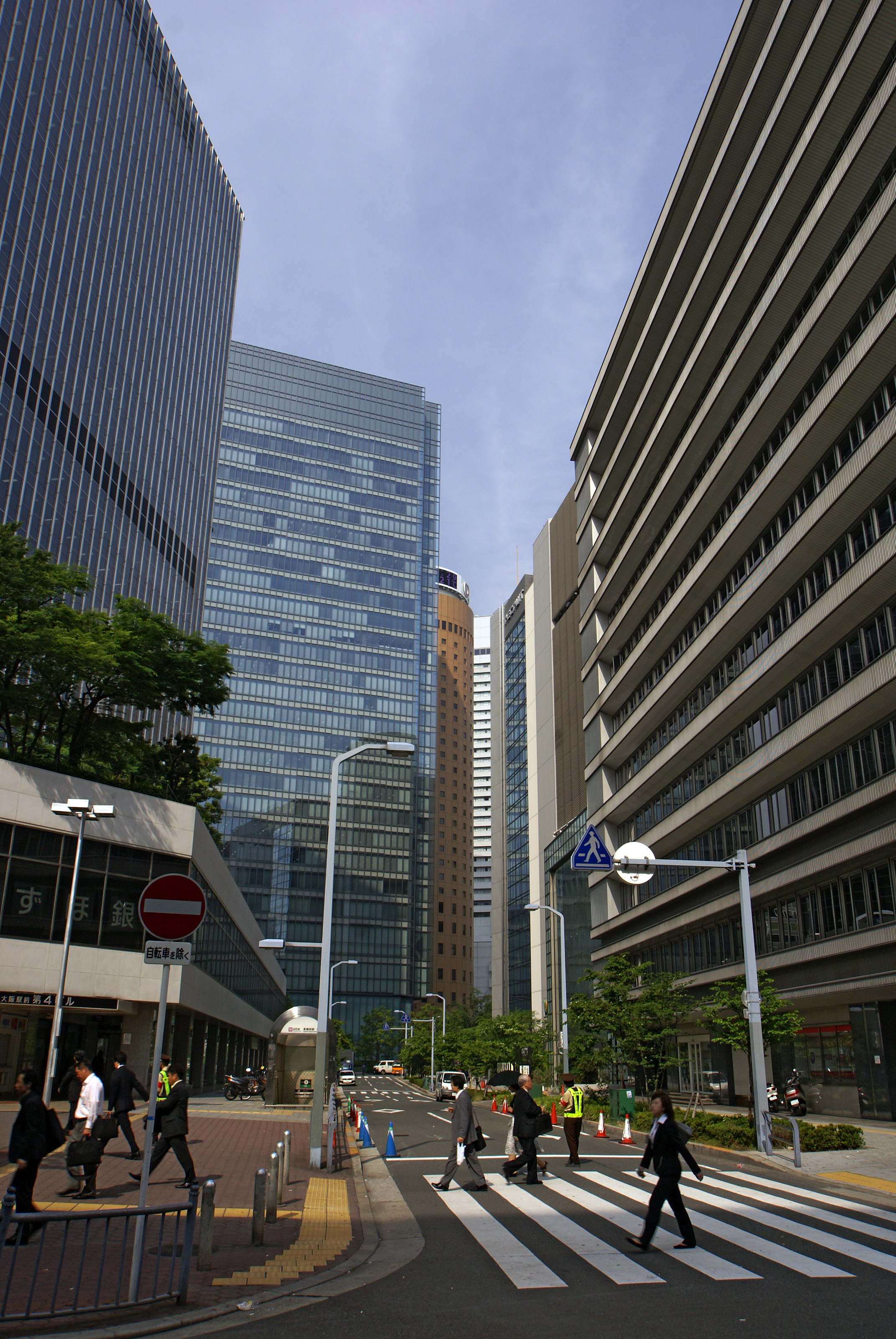
우메다 지구

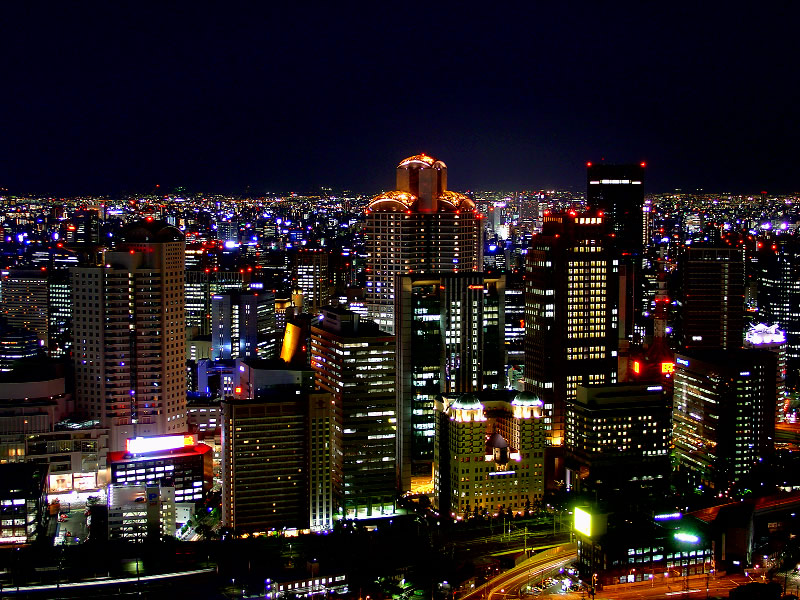
오사카의 야경

2004년 기준 오사카의 GDP는 21조 3천억 엔으로 예년에 비해 1.2% 증가하였다. 이 수치는 오사카부 전체 생산량의 55%, 긴키 지방 전체의 26.5%를 차지하는 수치이다. 2004년에는 상업, 서비스업, 제조업이 각각 전체의 30%, 26%, 11%를 차지하였다. 도시의 1인당 수입은 약 330만 엔으로 오사카부 전체 기준보다 10% 높다. 마스터카드는 오사카가 전 세계의 선도적인 도시 중 19위이고 세계 경제에서 중요한 역할을 한다고 보고하였다.
오사카 대도시권(오사카와 고베)의 GDP는 3410억 달러였다. 오사카는 파리, 런던과 함께 세계에서 가장 생산성이 높은 배후지를 갖고 있다. 이 수치는 세계의 다른 도시들의 GDP가 훨씬 커진 것에 비해 과거 15년 동안 꽤 일정하게 유지되었다.
역사적으로 특히 중세와 전근대에 오사카는 일본의 상업 중심지였다. 일본의 첫 번째 중개 회사인 노무라 증권이 1925년에 오사카에서 설립되었고 오사카에는 여전히 선도적인 선물 거래소가 있다. 이후 많은 주요 회사들이 본사를 도쿄로 이전했으나 여전히 파나소닉, 샤프, 산요와 같은 몇몇 주요 회사들은 오사카에 본사를 두고 있다.
오사카 증권거래소는 닛케이 225 선물과 같은 파생 상품을 전문으로 하며 오사카에 기반을 두고 있다. 자스닥과의 합병은 오사카 증권거래소가 일본의 신흥 기업을 위한 가장 큰 거래소가 되는 데 도움이 될 것이다.
미국의 조사에 따르면 오사카는 도쿄에 이어 세계에서 두 번째로 추방된 노동자들에게 물가가 가장 비싼 도시였다. 이것은 2008년에 11위였던 것이 9계단이나 뛰어오른 것이다. 오사카는 2007년에 세계에서 8번째로 물가가 높은 도시였다. 2013년에는 10위권에 오르지 못했다. 같은 해 이코노미스트 인텔리전스 유닛(EIU)가 발표한 2013년 생활물가 연구에서는 세계에서 생활비가 2번째로 비싼 도시로 선정됐다.

## 교육

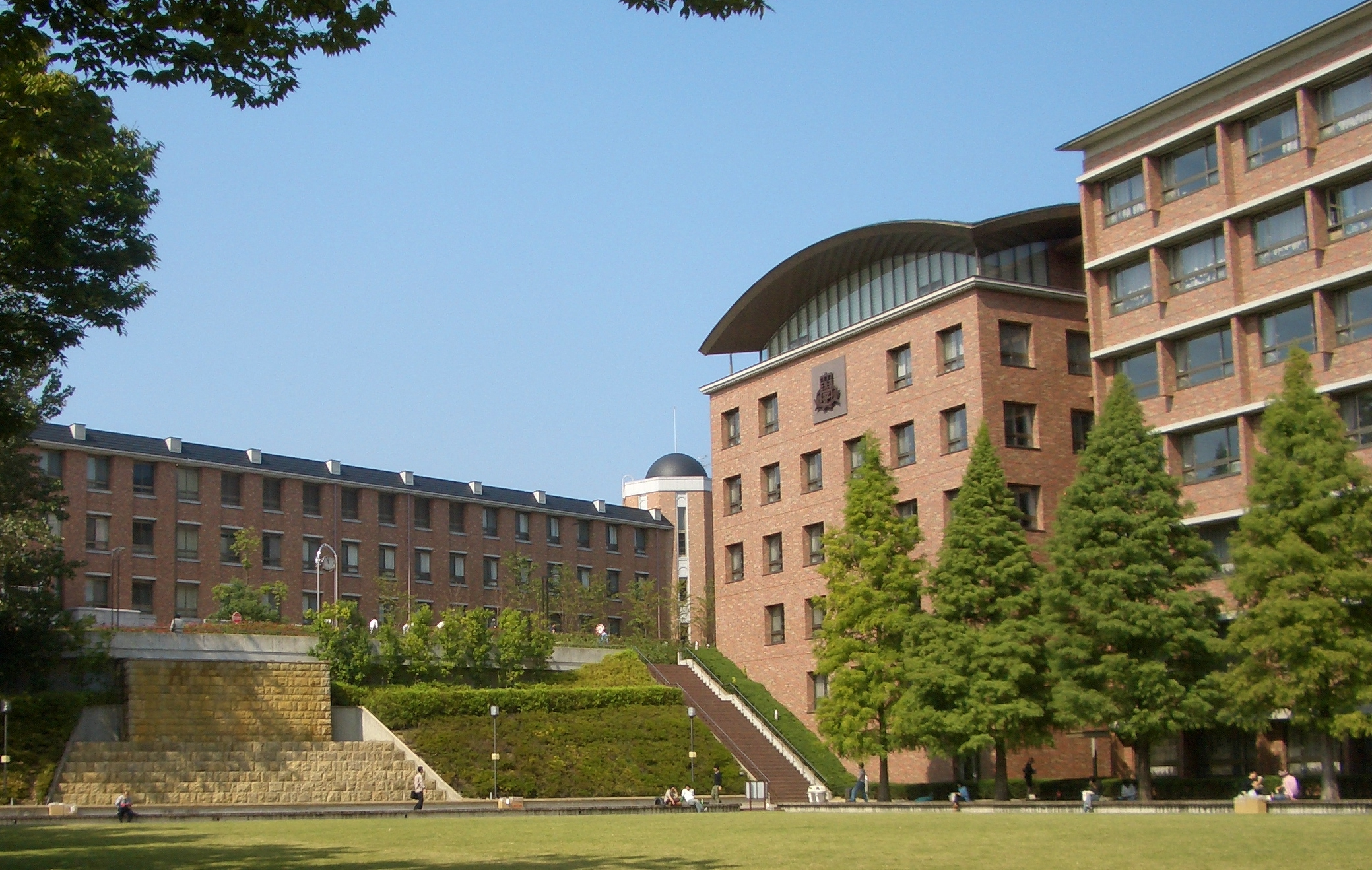
간사이 대학

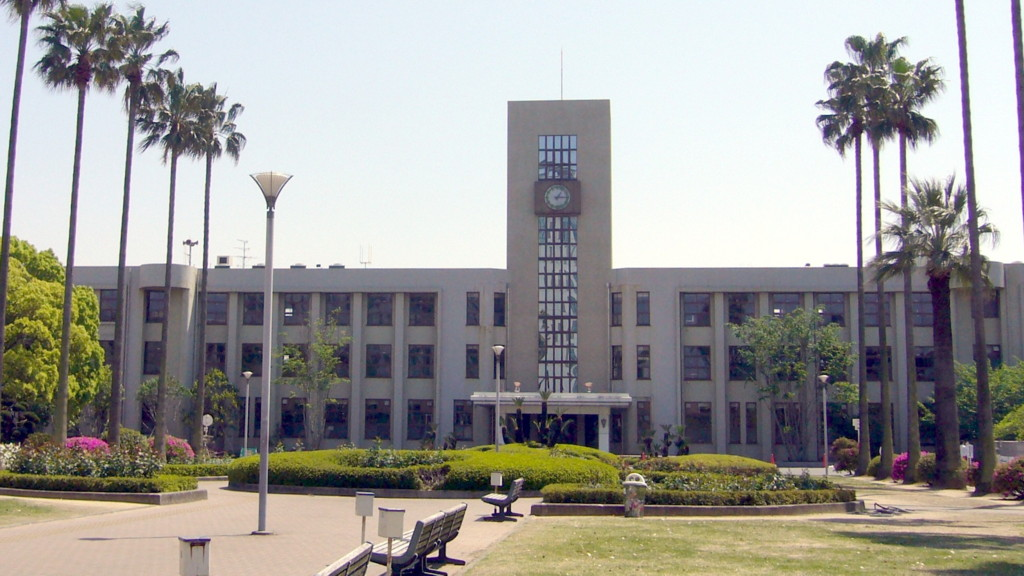
오사카 시립 대학

오사카의 공립 초등학교와 중학교는 오사카시에 의해 운영된다. 이들의 교육 문제의 감독 기관은 오사카시 교육위원회이다. 공립 고등학교는 오사카부 교육위원회에 의해 운영된다.
오사카시는 한때 많은 수의 고등학교와 대학교가 있었지만 캠퍼스의 성장과 더 넓은 부지의 필요성 때문에 오사카 대학을 포함해 많은 학교들이 교외로 이전하였다.

### 대학
- 긴키 대학
- 간사이 대학
- 오사카 시립 대학
- 오사카 경제 대학
- 오사카 공업 대학
- 오사카 여학원 대학
- 오사카 세이케이 대학
- 소아이 대학
- 오사카 예술 대학
- 오사카 교육 대학
- 간사이 외국어 대학

## 교통

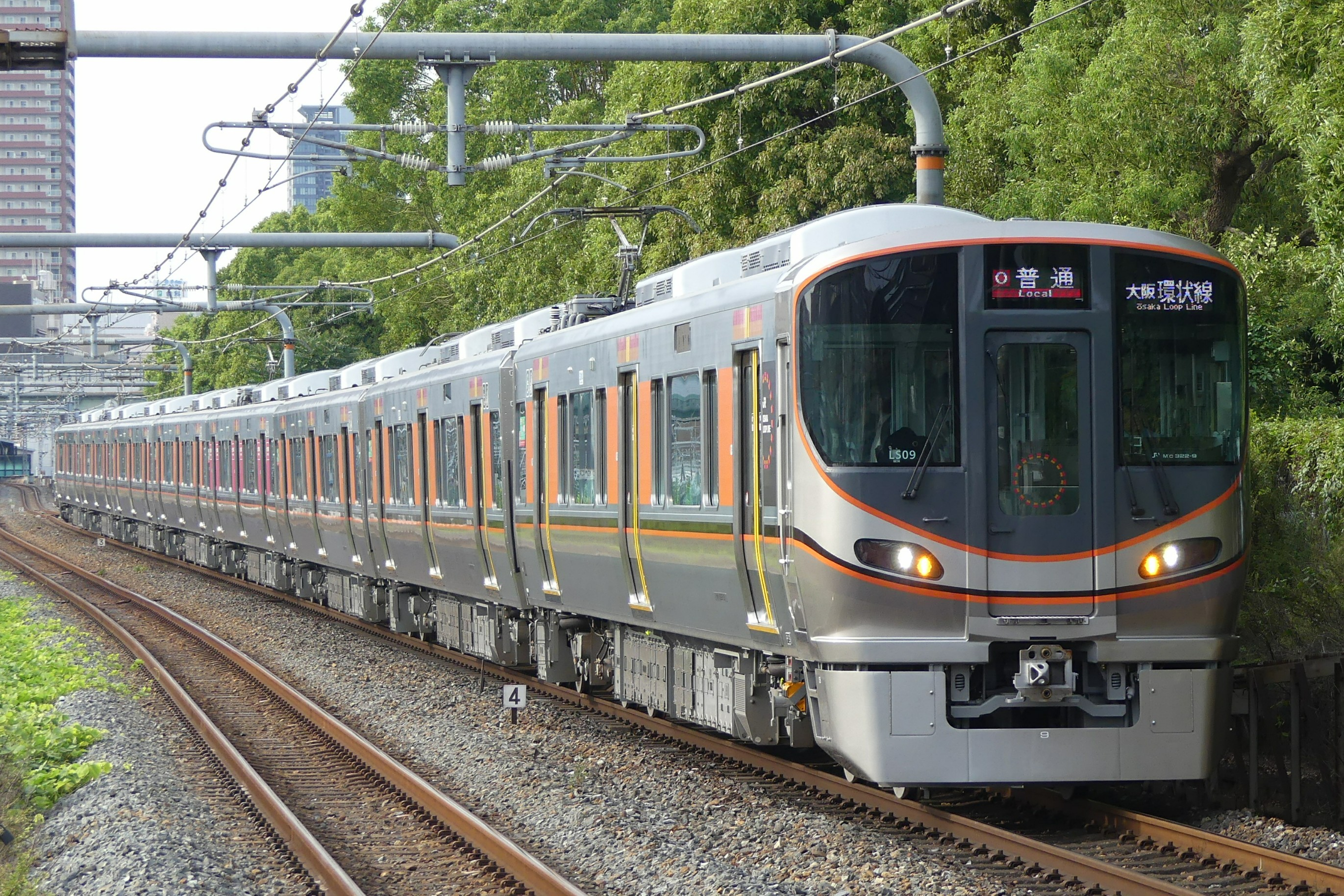
오사카 순환선

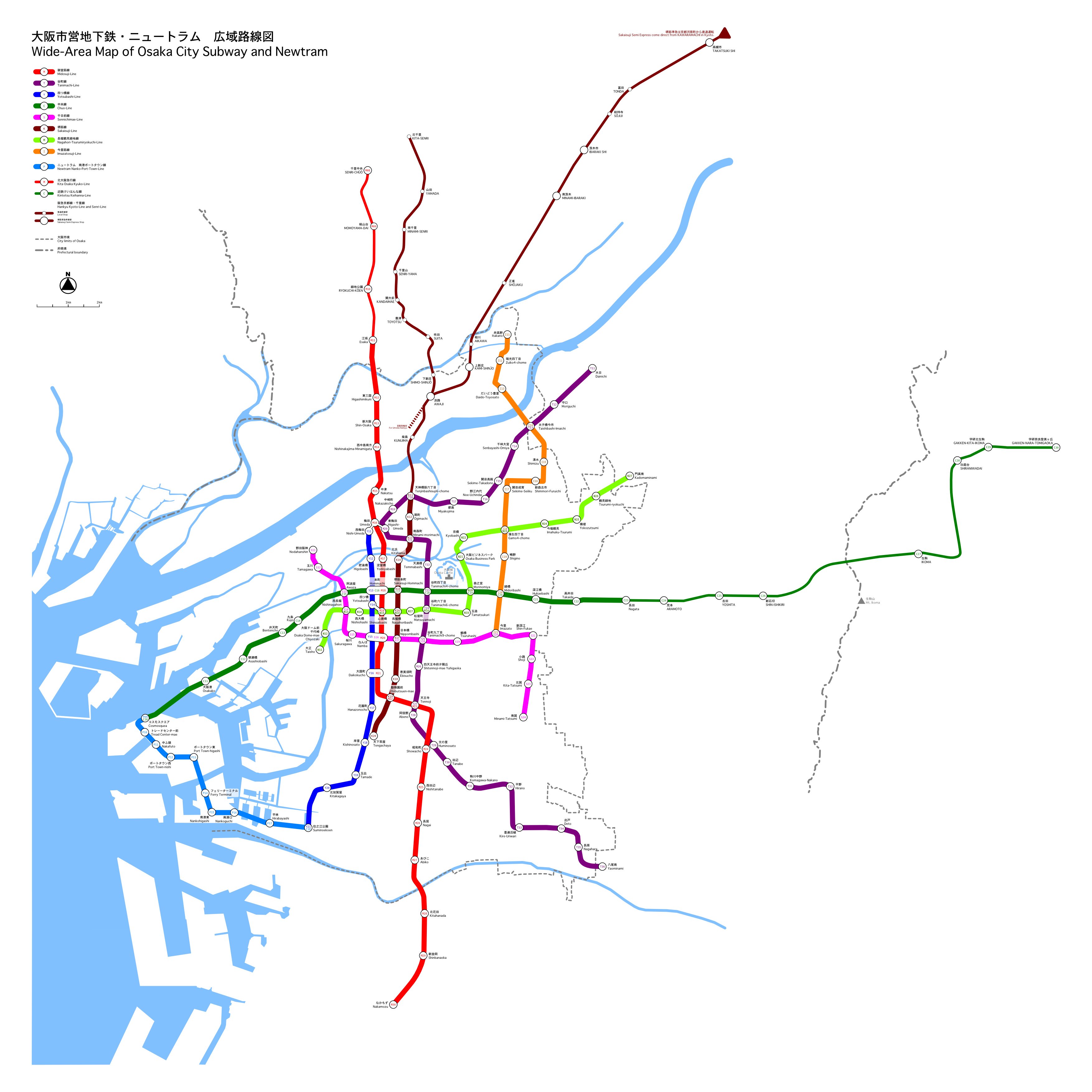
오사카 지하철 노선도

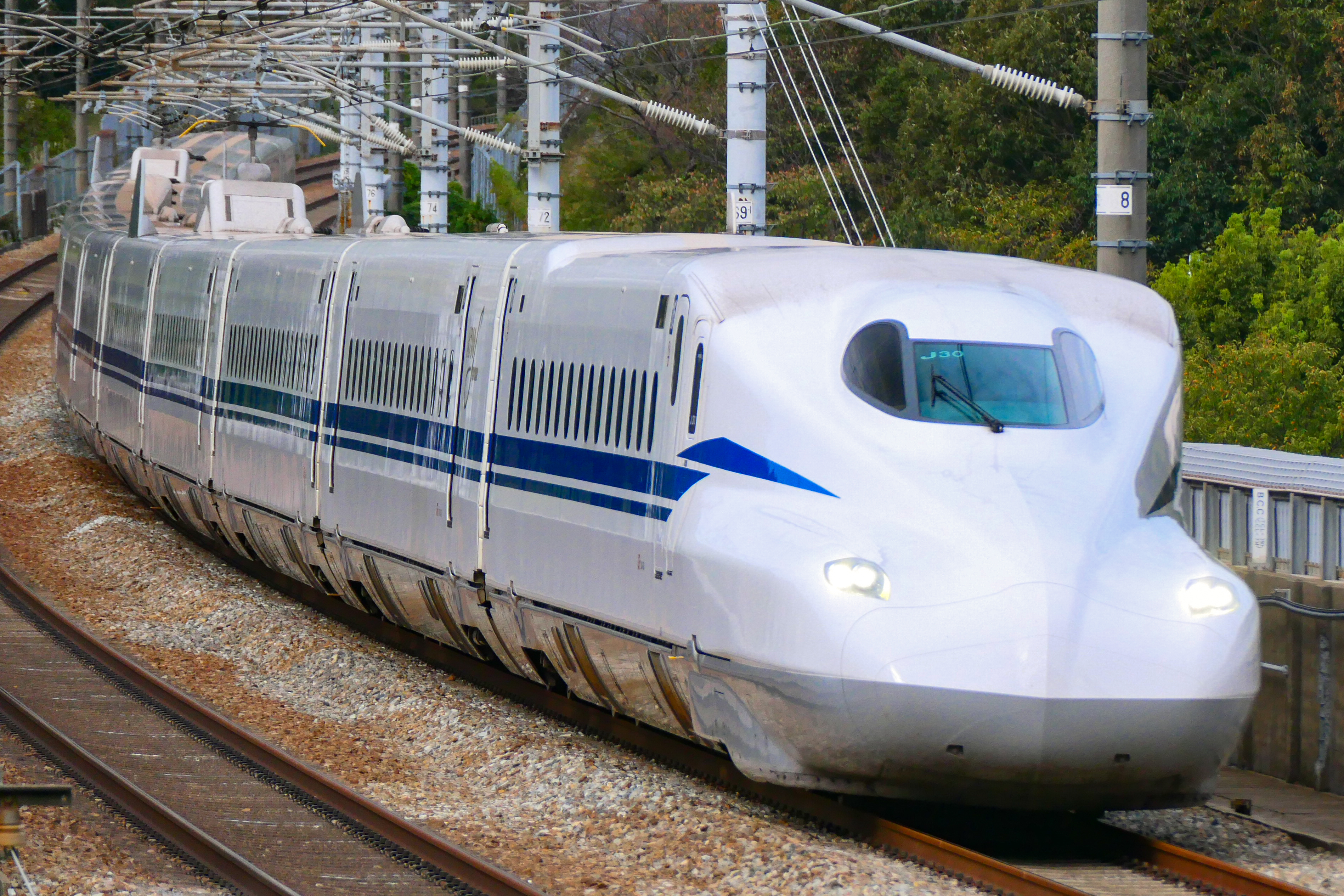
도카이도-산요 신칸센

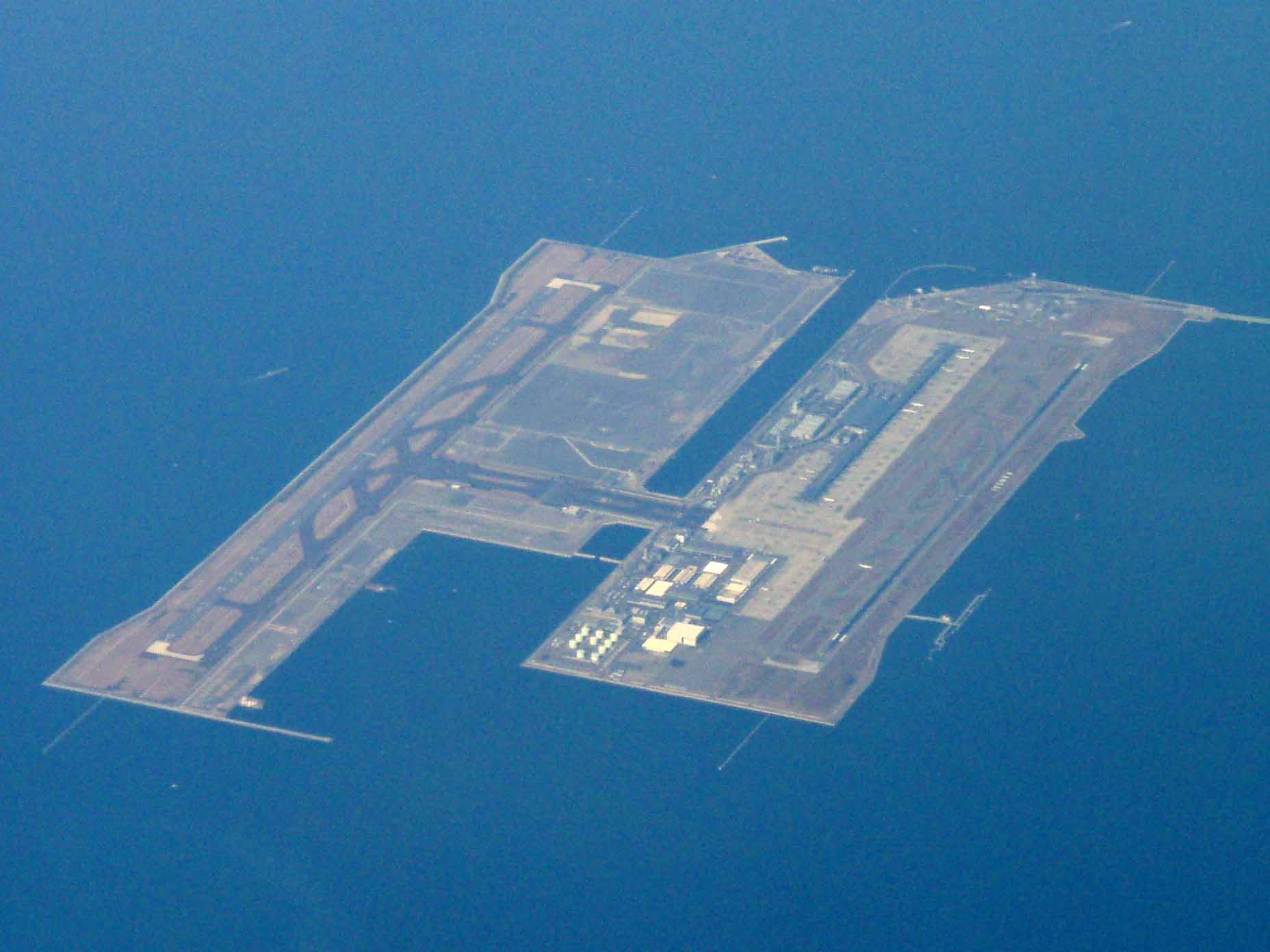
간사이 국제공항

### 철도
- 서일본 여객철도(JR 서일본)
  - 도카이도 신칸센
  - 산요 신칸센
  - 오사카 순환선
  - 사쿠라지마선(323계만 운행)
  - 도카이도 본선(JR 교토선, JR 고베선)
  - 후쿠치야마선
  - JR 도자이선
  - 가타마치선
  - 오사카히가시선
  - 간사이 본선
  - 한와선

- 오사카 메트로
  - 미도스지선
  - 다니마치선
  - 요쓰바시선
  - 주오선
  - 센니치마에선
  - 사카이스지선
  - 나가호리쓰루미료쿠치선
  - 이마자토스지선
  - 난코 포트타운선

- 한큐 전철
  - 고베 본선
  - 다카라즈카 본선
  - 교토 본선
  - 센리선

- 한신 전기 철도
  - 한신 본선
  - 난바선

- 게이한 전기 철도
  - 게이한 본선
  - 나카노시마선

- 긴키 닛폰 철도
  - 나라선
  - 오사카선
  - 미나미오사카선

- 난카이 전기 철도
  - 난카이 본선
  - 고야선

- 한카이 전기 궤도
  - 한카이선
  - 우에마치선

### 도로
유니버설 스튜디오 재팬(USJ)~오사카역(우메다역)~교토역~도쿄역을 잇는 야간 고속버스가 운행되고 있으며 인접한 교토부, 와카야마현, 나라현, 효고현 등지로 고속도로와 국도가 연결되어 있다.

### 항공
국제선 항공편이 주로 이용하는 간사이 국제공항과 국내선 항공편이 주로 이용하는 오사카 국제공항(이타미 공항)을 통해 접근할 수 있다.

## 문화

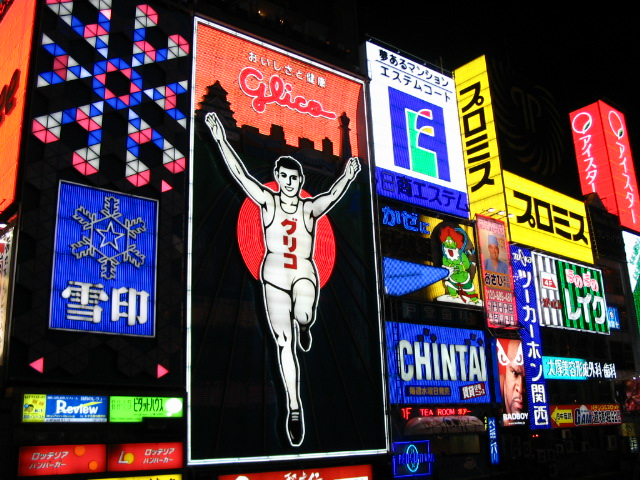
도톤보리 글리코 사인

### 쇼핑과 요리
오사카에는 많은 도매 상점과 소매 상점이 있으며 2004년 시 통계에 따르면 그 숫자는 각각 25,228개와 34,707개였다. 이들 중 많은 수가 주오구(10,468개)와 기타구(6,335개)에 집중되어 있다. 상점의 유형은 쇼핑몰에서 일본의 재래식 상점가인 쇼텐가이까지 다양하다. 쇼텐가이는 일본 전역에서 볼 수 있고 오사카의 쇼텐가이는 이들 중 가장 길다. 텐진바시스지 상점가는 오사카텐만구에서 시작해 남북으로 2.6km에 걸쳐 뻗어 있다. 이곳에는 일용품 가게, 의류점, 음식점이 있다.
다른 쇼핑 지역으로는 전자 기기와 만화/애니메이션 지구인 덴덴타운이 있으며 도쿄의 아키하바라에 맞먹는 위상이다. 또한 우메다 지구에는 한큐 산반가이 쇼핑몰과 전자기기 상점인 요도바시 카메라가 있다.
오사카는 음식으로도 유명하다. 지역 요리로는 오코노미야키, 다코야키, 우동, 스시가 있다.
다른 쇼핑가로는 다음이 있다.
- 아메리카촌 - 젊은이들을 위한 패션 거리
- 도톤보리 - 난바 지구의 일부로 도시의 심장부로 여겨진다.
- 난바 - 주요 쇼핑, 관광, 식당 지역이다.
- 신사이바시 - 명품을 취급하고 백화점이 있다.
- 우메다 - 역 주변으로 극장, 부티크, 백화점이 있다.

### 방언
이 지역에서 일반적으로 사용되는 방언은 긴키 방언이다. 긴키 방언의 특징 중 하나는 동사의 부정의 접미사 nai 대신에 hen을 사용하는 것이다.

### 스포츠

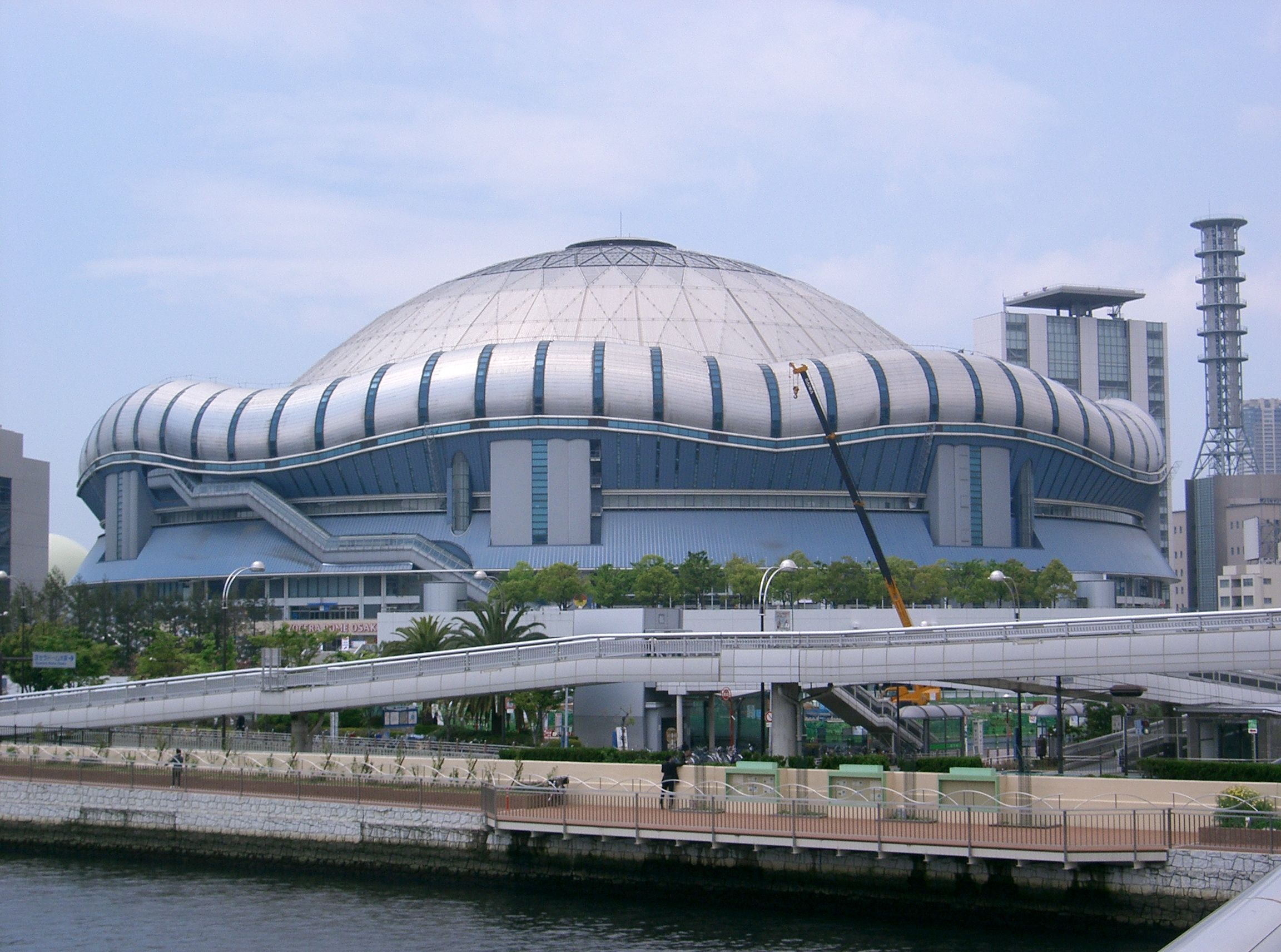
오사카 돔

| 클럽            | 스포츠 | 리그        | 구장                          | 설립년 |
| --------------- | ------ | ----------- | ----------------------------- | ------ |
| 한신 타이거스   | 야구   | 센트럴 리그 | 한신 고시엔 구장              | 1935년 |
| 오릭스 버펄로스 | 야구   | 퍼시픽 리그 | 스카이마크 스타디움 오사카 돔 | 1938년 |
| 세레소 오사카   | 축구   | J 리그      | 나가이 스타디움               | 1957년 |
| 감바 오사카     | 축구   | J 리그      | 시립 스이타 사커 스타디움     | 1980년 |
| 오사카 에비사   |        | 농구        | BJ리그                        |        |

### 관광지
- 난바(難波)와 신사이바시(心斎橋)
- 도톤보리(道頓堀)
- 유니버설 스튜디오 재팬(USJ, ユニバーサル・スタジオ・ジャパン™)

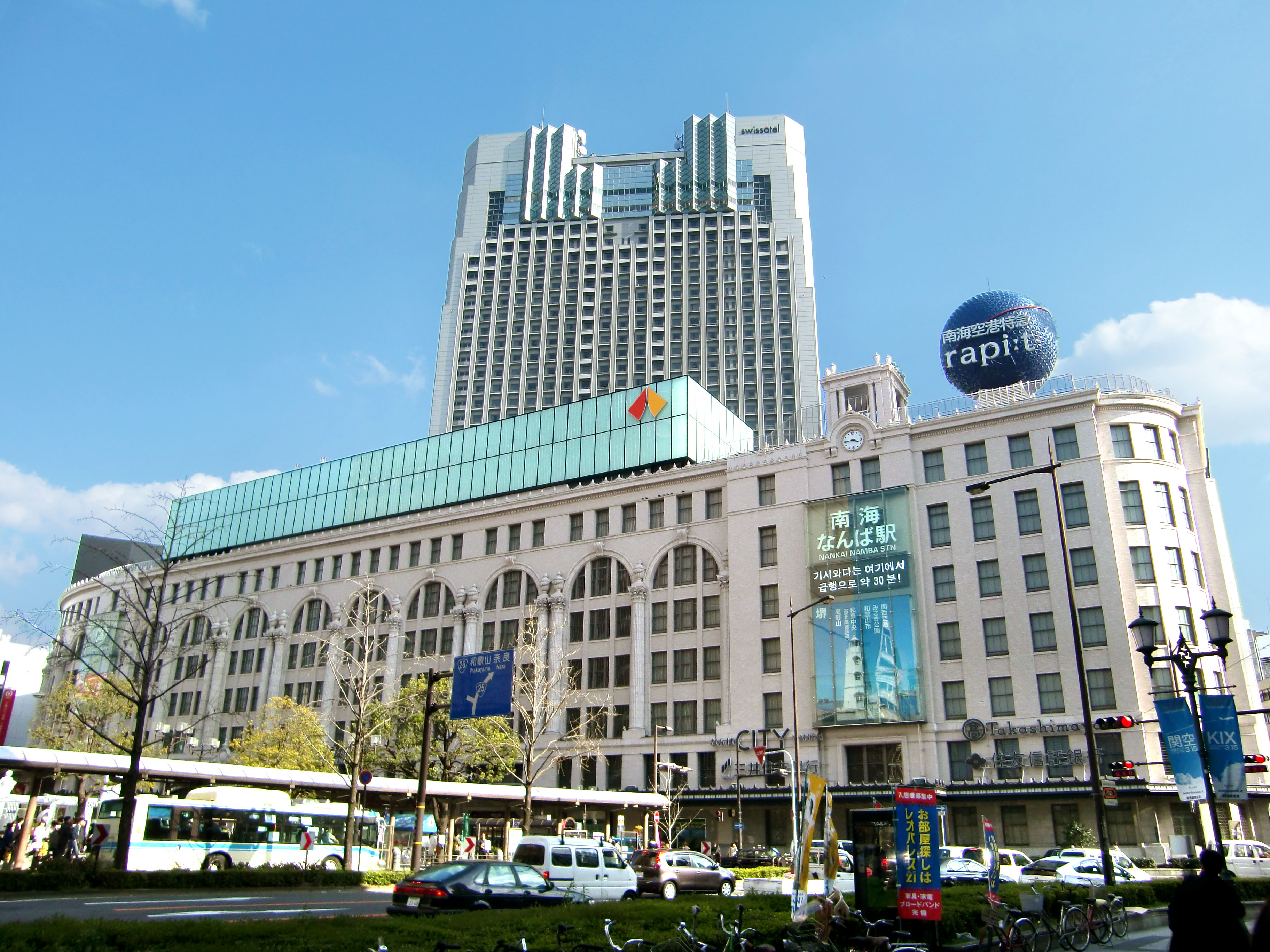
난바역
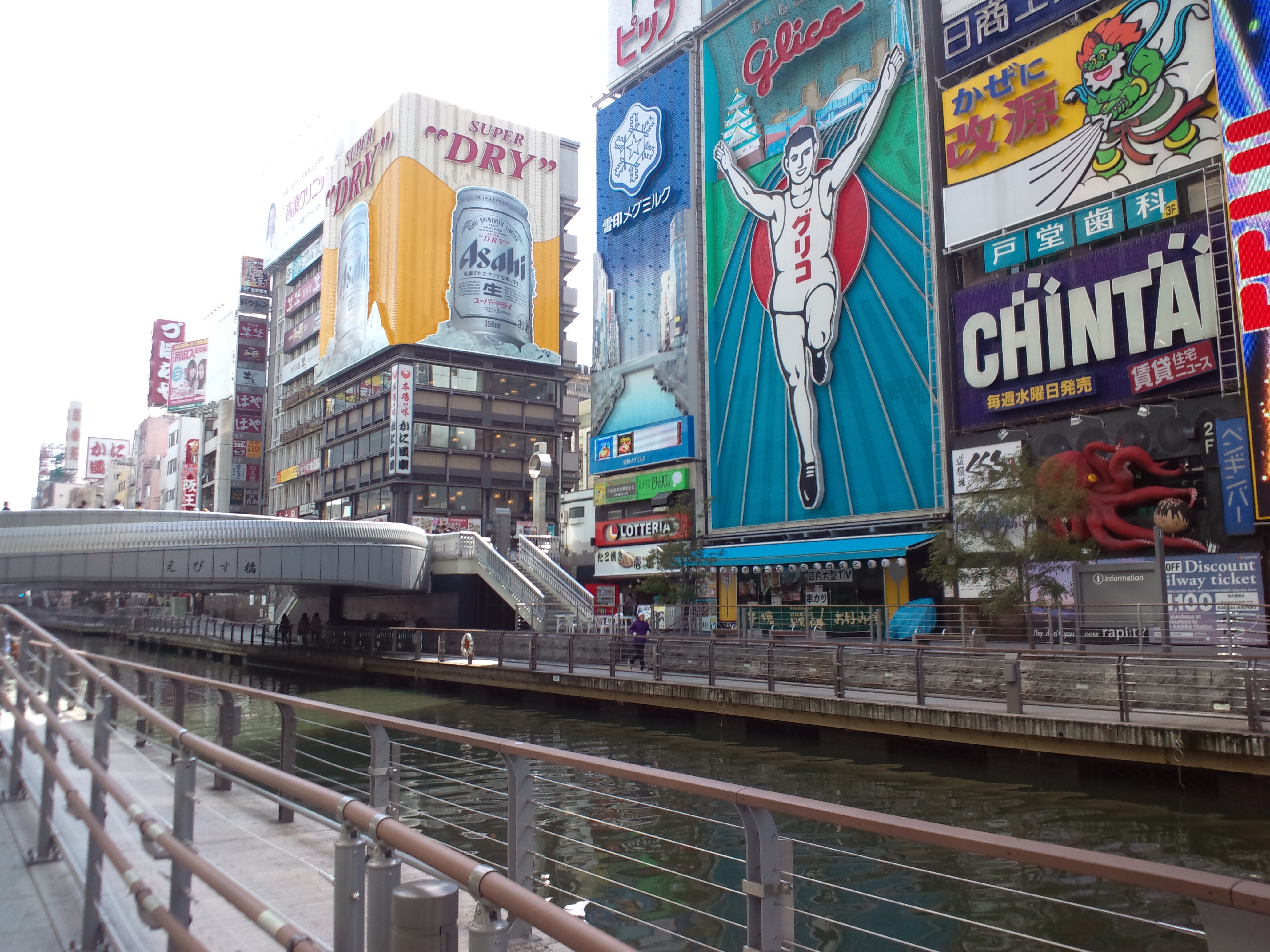
도톤보리

### 축제
이쿠쿠니타마 신사(生國魂神社)에서 매년 7월 24일과 7월 25일에 열리는 덴진 마쓰리가 유명하다.

## 사진

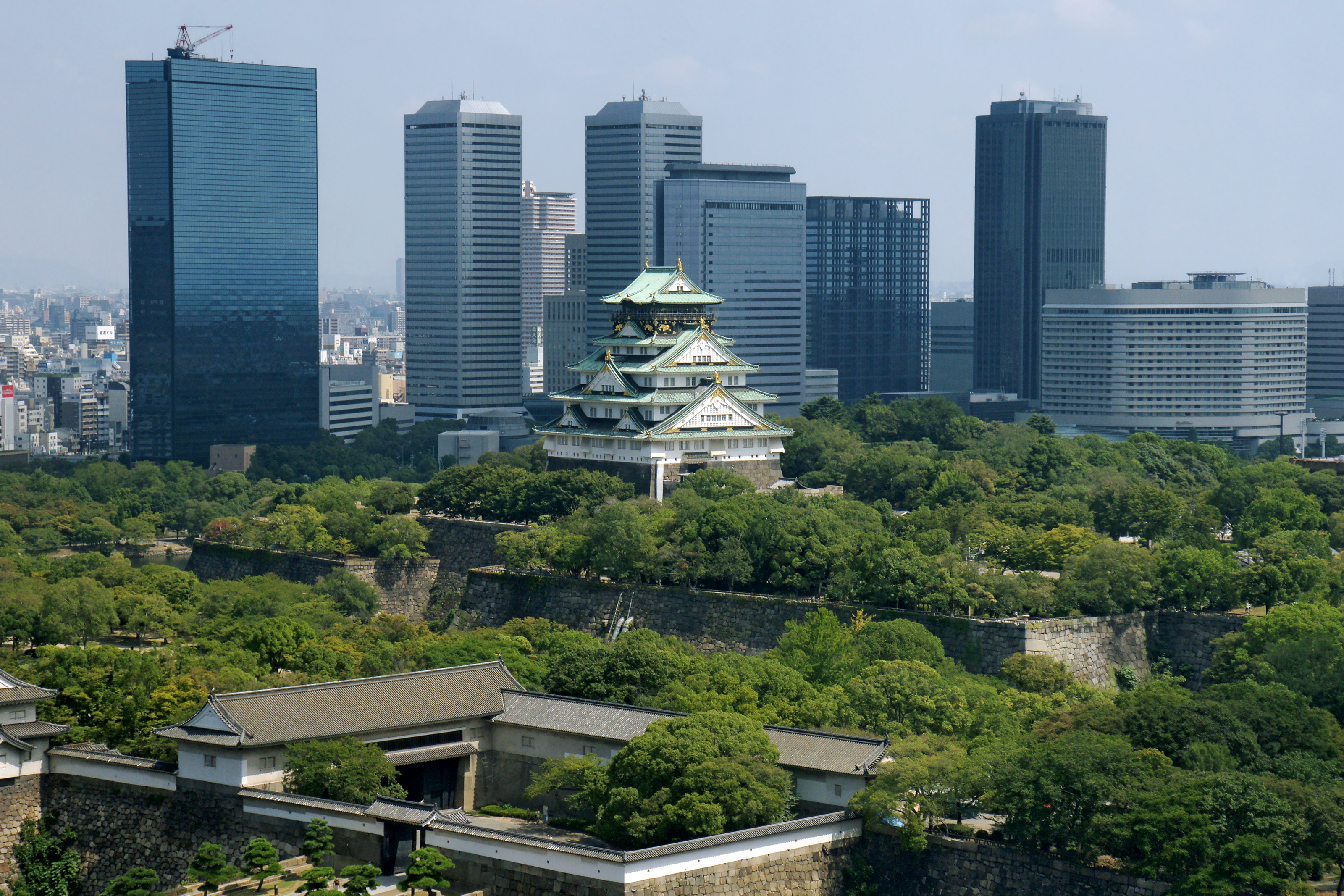
오사카성
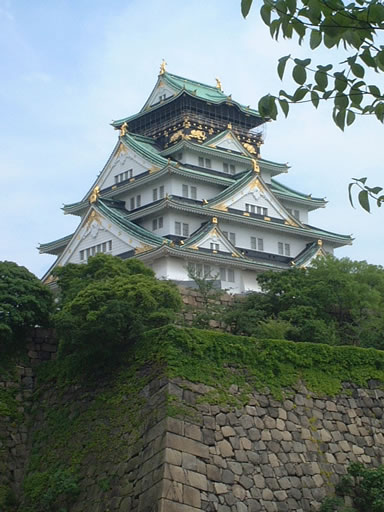
오사카성
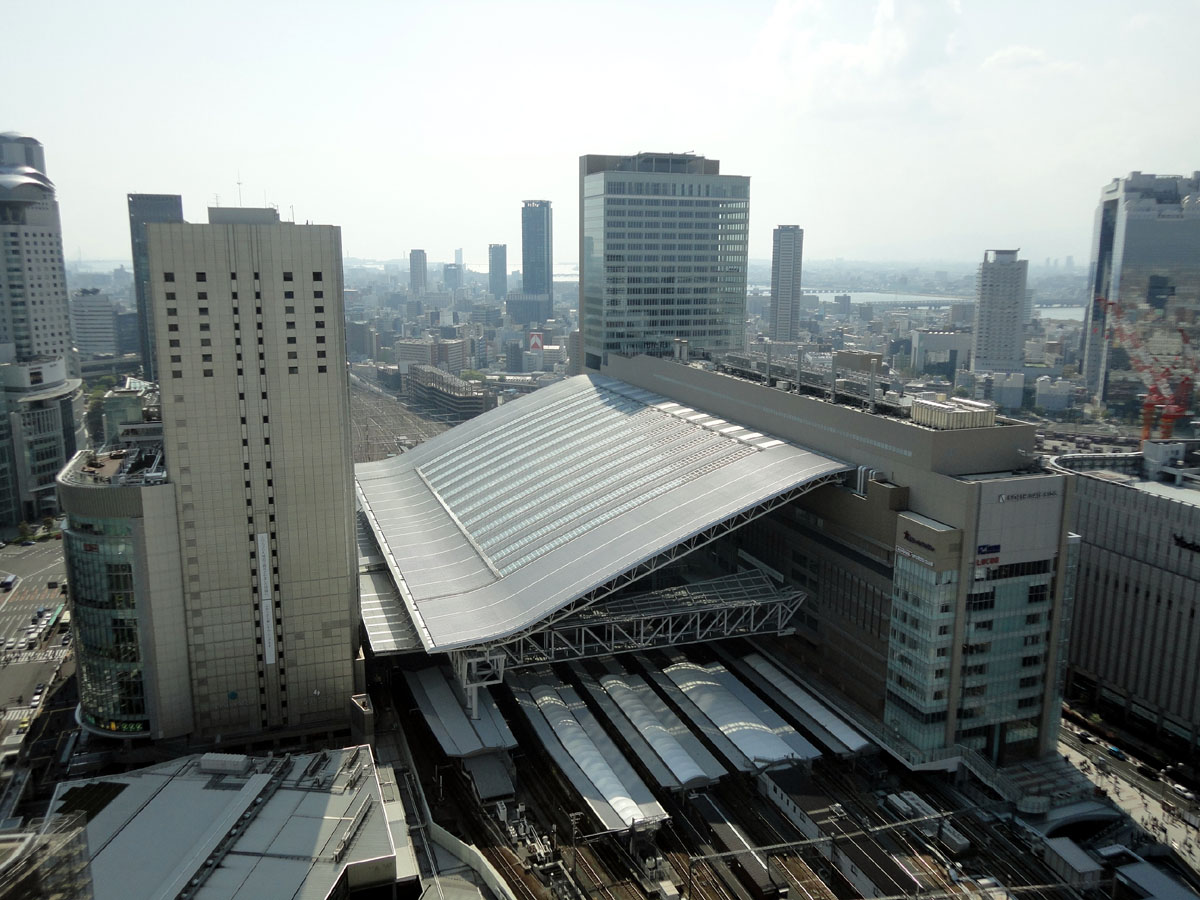
오사카역
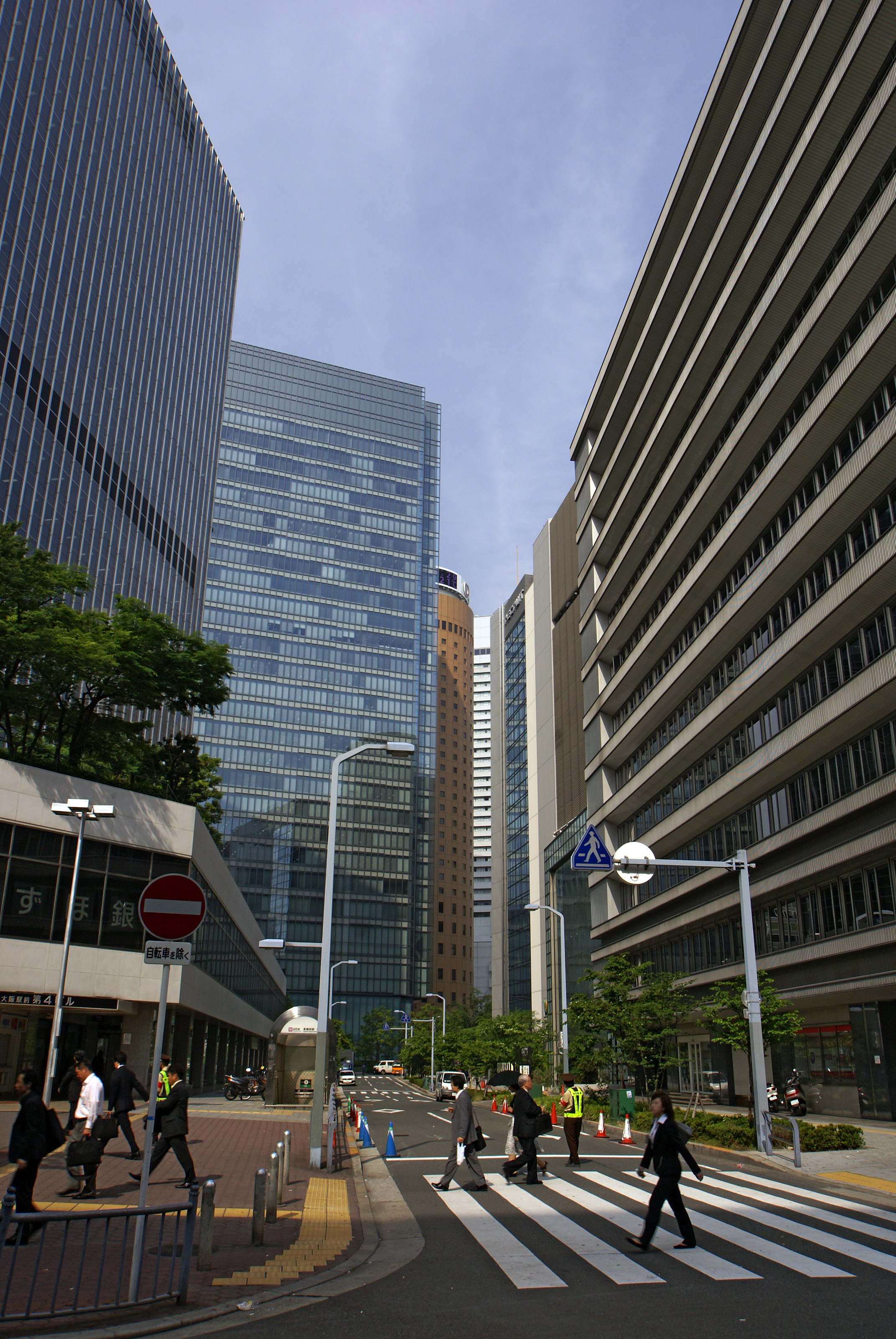
우메다 지구
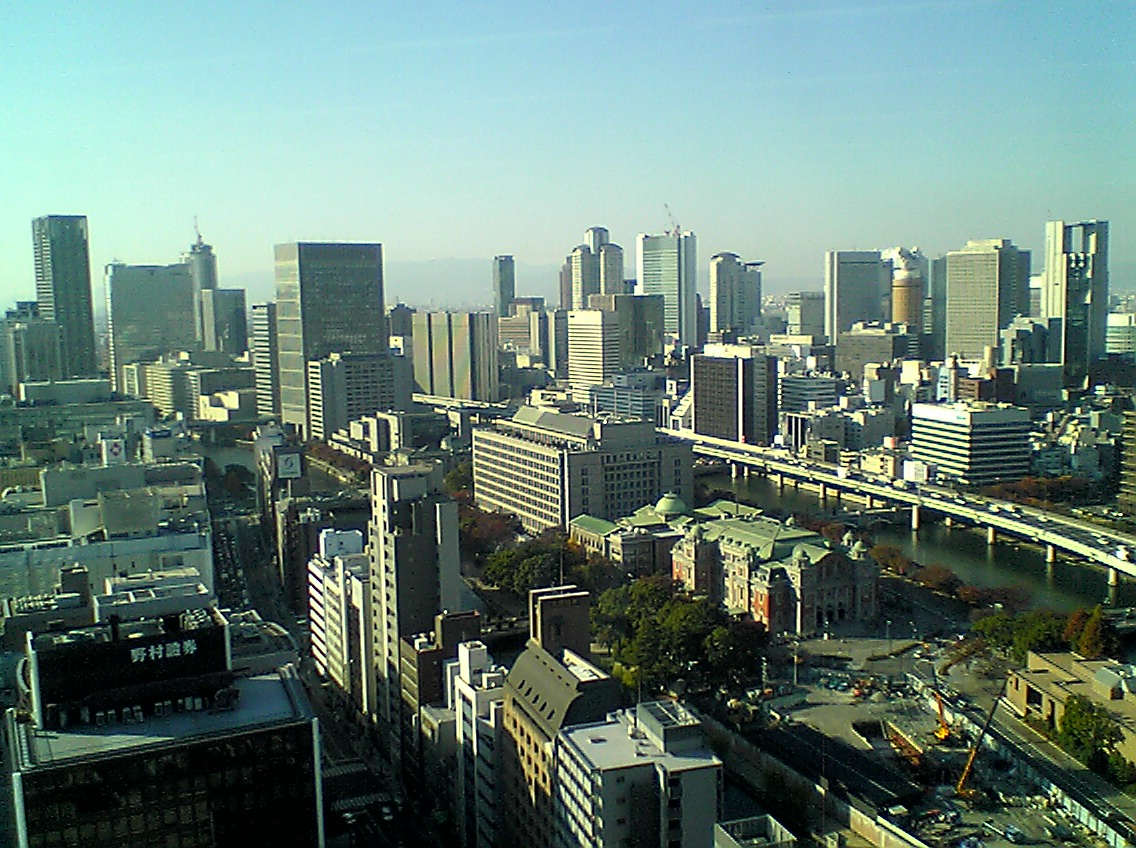
나카노시마에서 우메다를 바라본 모습
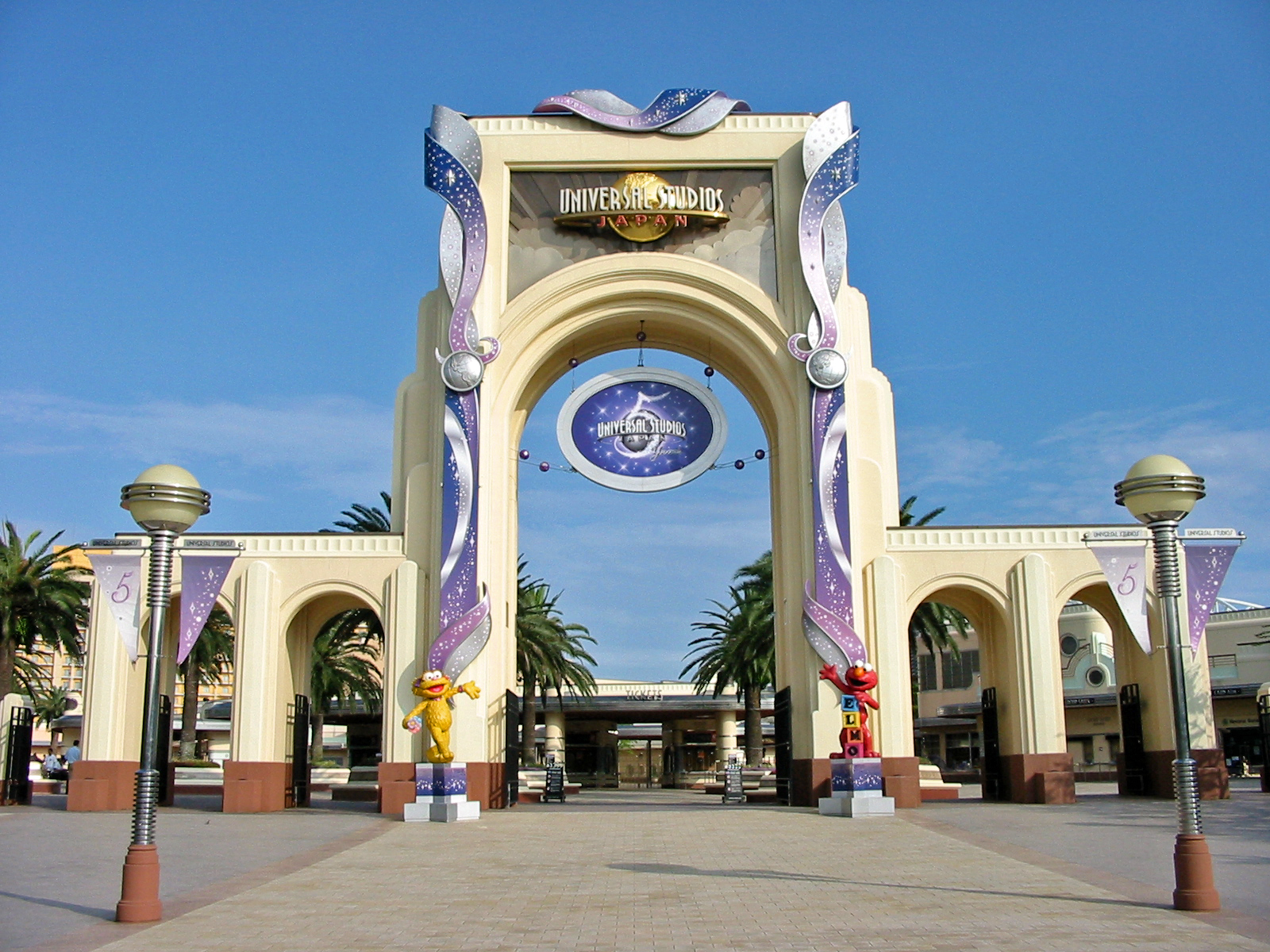
유니버설 스튜디오 재팬
도톤보리
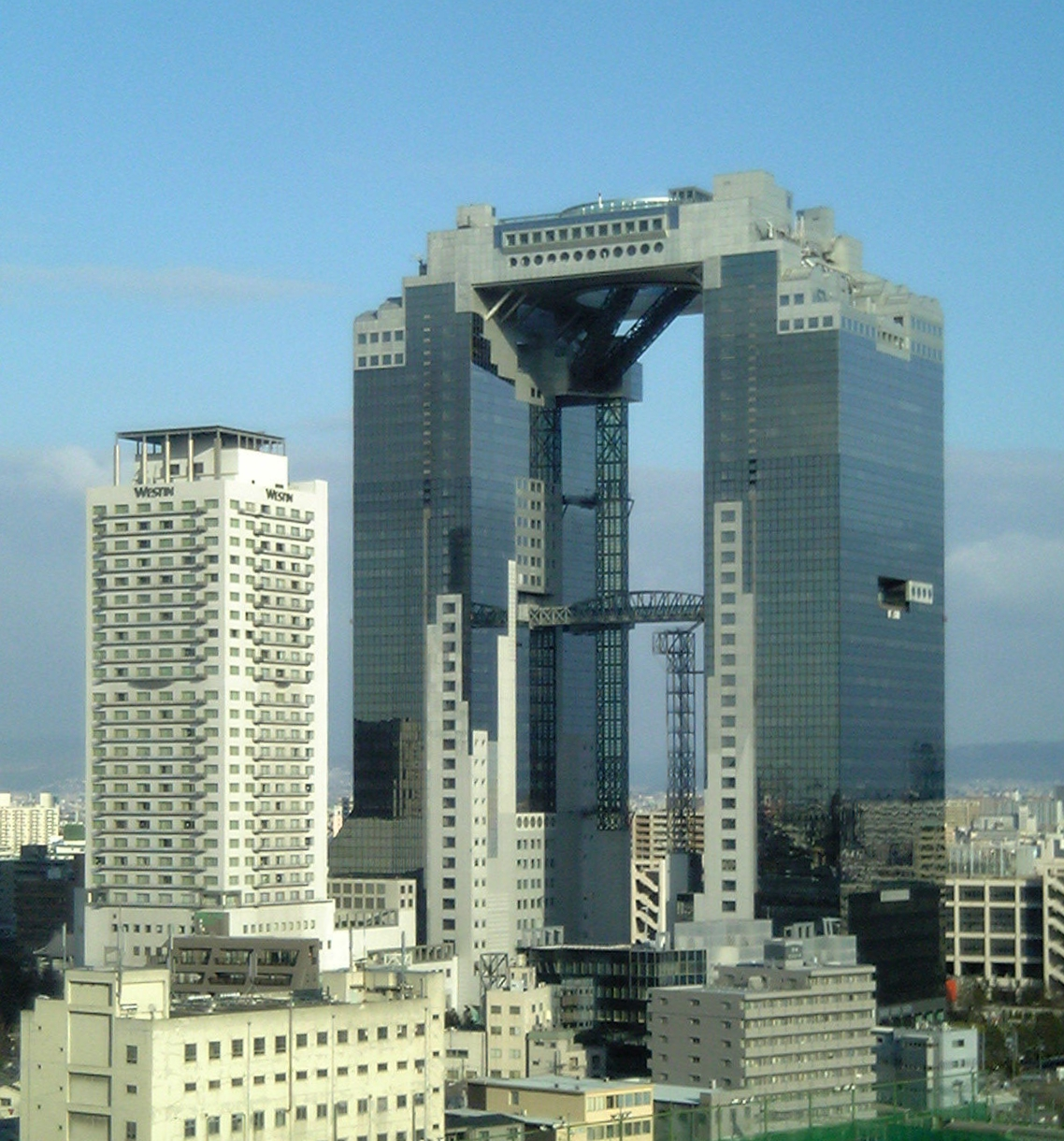
우메다 스카이 빌딩
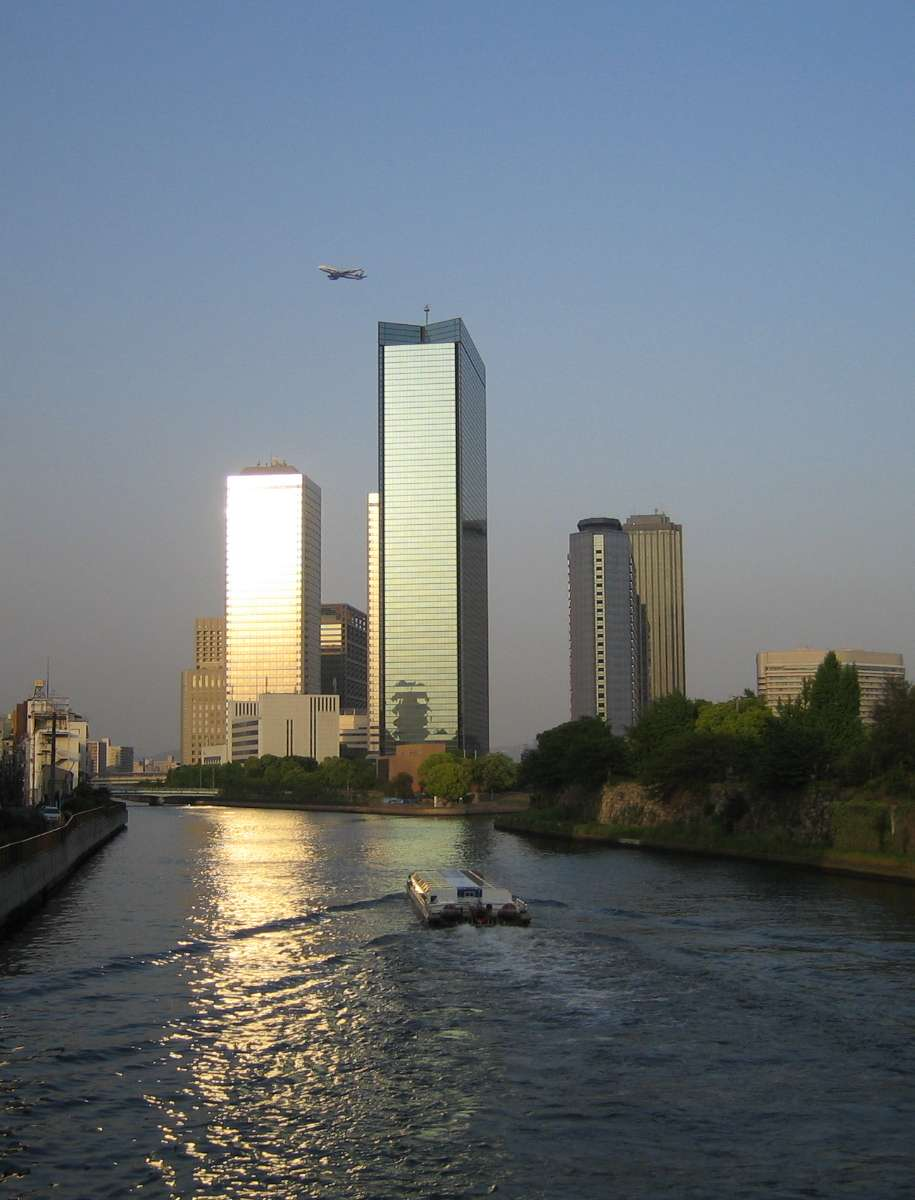
오사카 비즈니스 빌딩
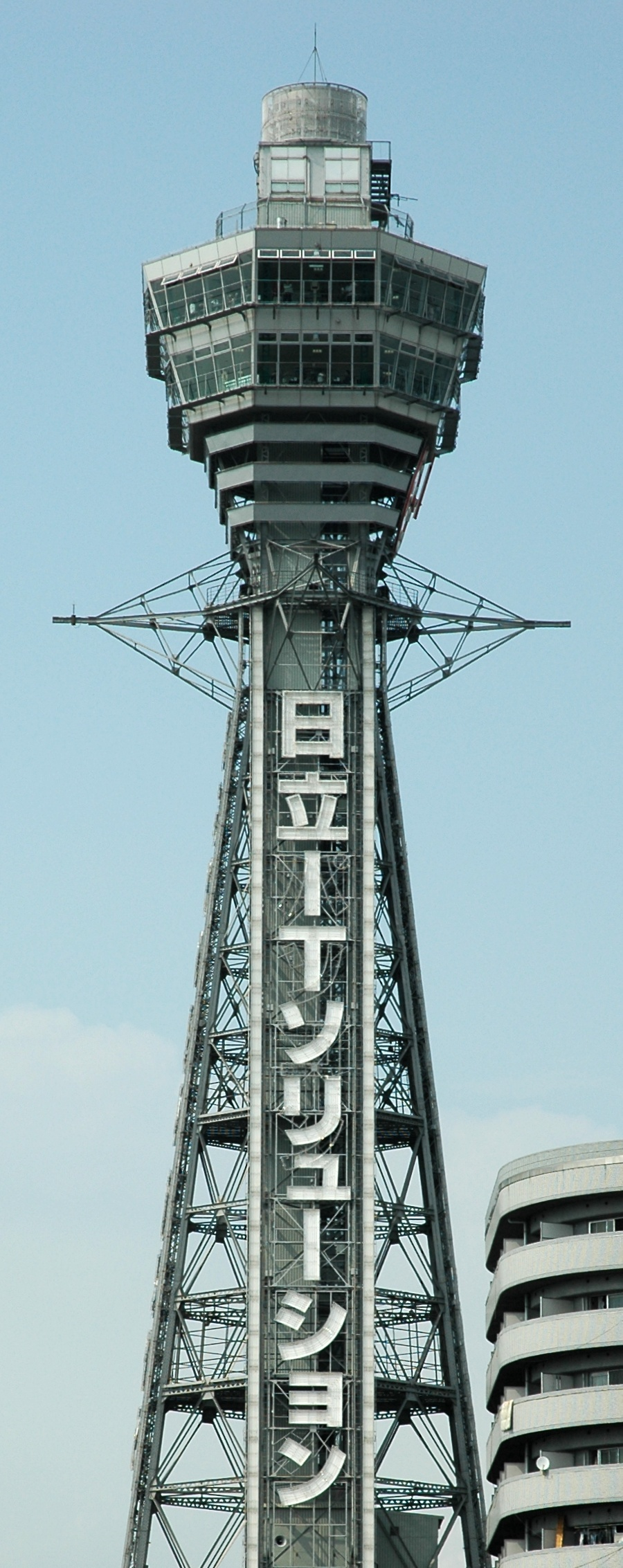
쓰텐카쿠(통천각)
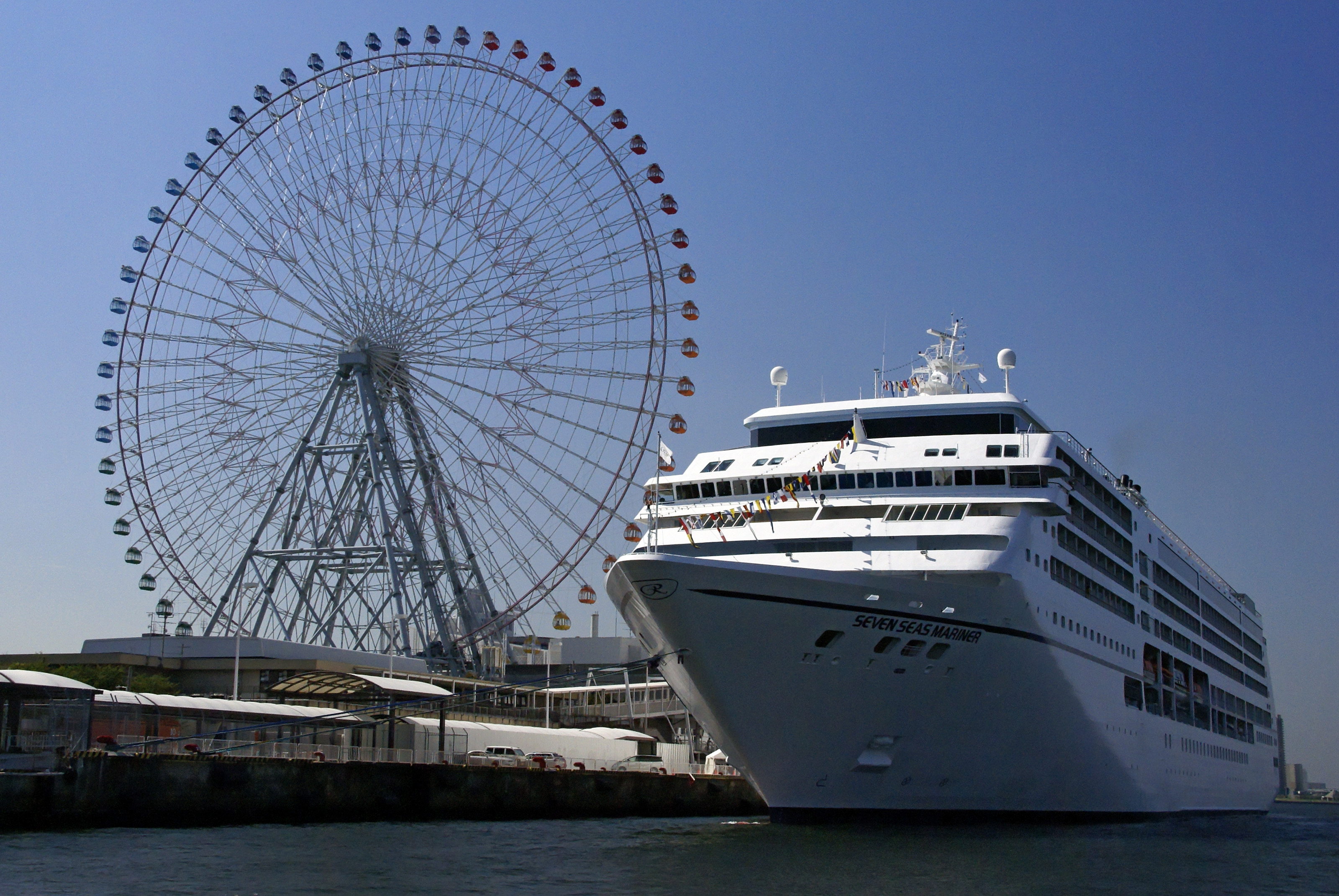
덴포잔 대관람차

## 자매 도시

### 자매 도시
자매결연 도시는 다음과 같다.
- 미국 샌프란시스코(1957~2018) - 이 도시는 위안부 문제로 인해 오사카시가 샌프란시스코와의 자매결연에 대한 협정 조인을 사실상 파기한 상태이다. 이는 한국의 부산광역시가 과거 자매결연을 맺었던 리비아의 트리폴리와의 자매결연을 절연한 사례와 거의 유사한 사례로 볼 수 있다.
- 브라질 상파울루(1969)
- 미국 시카고(1973)
- 중국 상하이시(1974)
- 오스트레일리아 멜버른(1974)
- 러시아 상트페테르부르크(1979)
- 이탈리아 밀라노(1981)
- 독일 함부르크(1989)
- 캐나다 토론토(1994)

### 우호 교류 도시
우호 도시는 다음과 같다.
- 아르헨티나 부에노스아이레스(1998)
- 헝가리 부다페스트(1998)
- 대한민국 부산광역시(2008)
- 우크라이나 드니프로(2022)

## 같이 보기
- 오사카도 구상
- 백제주(百済州, 일본어: 百済州 구다라슈[*])